# Braçais duplos
Os braçais duplos foram uma variedade de armadura protetora dos braços, uma peça aperfeiçoada do braçal. Os braçais duplos eram forjados em metal, e constituíam-se de duas peças forjadas separadamente e que eram unidas por meio de gonzos na parte externa, ou fiveladas, de forma que fechavam-se em redor do braço na extensão que ia do pulso até a sangria do cavaleiro.
Estima-se que pouco depois tenha ganhado como correspondente o avan-braço, versão semelhante, mas que protegia a parte superior do braço.

## Referência
- COIMBRA, Álvaro da Veiga, Noções de Numismática. SP. Secção Gráfica da Faculdade de Filosofia, Ciências e Letras da Universidade de São Paulo, 1965.